# Kaličina
Kaličina (en serbe cyrillique : Каличина) est un village de Serbie situé dans la municipalité de Knjaževac, district de Zaječar. Au recensement de 2011, il comptait 230 habitants.

## Démographie
| 1948 | 1953 | 1961 | 1971 | 1981 | 1991 | 2002 | 2011 |
| ---- | ---- | ---- | ---- | ---- | ---- | ---- | ---- |
| 316  | 313  | 304  | 266  | 310  | 298  | 256  | 230  |

|  |